# ملیسا فومرو
ملیسا فومرو (متولد ۱۹ اوت ۱۹۸۲) بازیگر آمریکایی است. او بیشتر برای بازی در نقش‌های کاراگاه ایمی سانتیاگو در سریال بروکلین ناین ناین، زوئی برای سریال دختر سخن‌چین و آدریانا کریمر در سریال یک عمر برای زندگی شناخته شده‌است.

## اوایل زندگی
فومرو در لیندهورست، نیوجرسی، در یک خانواده با والدین کوبایی متولد شد. پدر و مادر او در نوجوانی از کوبا به ایالات متحده مهاجرت کردند. او در سال ۲۰۰۳ مدرک لیسانس خود را در رشته هنرهای زیبا از دانشگاه نیویورک دریافت کرد.

## فیلم شناسی

### فیلم
| سال  | عنوان                               | نقش                 | یادداشت                   |
| ---- | ----------------------------------- | ------------------- | ------------------------- |
| ۲۰۰۷ | هبوط                                | دختری در خوابگاه #۲ | Uncredited                |
| ۲۰۰۹ | امیدوارم آن‌ها در جهنم آبجو سرو کنند | ملیسا               |                           |
| ۲۰۰۹ | رقاص کوچک                           | Ati                 | Credited as Melissa Gallo |
| ۲۰۱۱ | نیمه خالی                           | جیل                 | فیلم کوتاه                |
| ۲۰۱۳ | خانه‌ای که جک ساخته                  | لیلی                |                           |

### تلویزیون
| سال         | عنوان                        | نقش           | یادداشت                          |
| ----------- | ---------------------------- | ------------- | -------------------------------- |
| ۲۰۰۴-۲۰۱۱   | یک عمر برای زندگی            | آدریانا کرامر | ۲۰۸ قسمت                         |
| ۲۰۰۵        | همه فرزندان من               | آدریانا کرامر | قسمت ۲ Credited as Melissa Gallo |
| ۲۰۰۹        | چیزهای مهم با دیمیتری مارتین | آوریل         | قسمت: "باحالی"                   |
| ۲۰۱۰        | دختر سخن‌چین                  | زوئی          | ۶ قسمت                           |
| ۲۰۱۰        | منتالیست                     | کارمن ریس     | قسمت: "نامه قرمز"                |
| ۲۰۱۱        | دردهای سلطنتی                | بروک          | قسمت: "Pit Stop"                 |
| ۲۰۱۲        | سی‌اس‌آی: نیویورک              | میشل رودز     | قسمت: "مککوی واقعی"              |
| ۲۰۱۳        | مردان در محل کار             | آوریل         | قسمت: "رئیس جدید"                |
| ۲۰۱۳–تاکنون | بروکلین نه-نه                | امی سانتیاگو  | نقش اصلی ۶۸ قسمت                 |
| ۲۰۱۶        | مک و ماکسی                   | قابل تحسین    | قسمت: "A Bop-Topus' Garden"      |